# Borough di Matanuska-Susitna
Il borough di Matanuska-Susitna, in inglese Matanuska-Susitna Borough, è un borough dello stato dell'Alaska, negli Stati Uniti. La popolazione al censimento del 2010 era di 88 995 abitanti. Il capoluogo è Palmer.

## Geografia fisica
Il borough si trova nella parte centro-meridionale dello stato. Lo United States Census Bureau certifica che la sua estensione è di 65423 km², di cui 18454 km² coperti da acque interne.

### Suddivisioni confinanti
- Borough di Denali - nord
- Census Area di Southeast Fairbanks - nord-est
- Census Area di Valdez-Cordova - est
- Anchorage - sud
- Borough della Penisola di Kenai - sud
- Census Area di Bethel - ovest

## Centri abitati
Nel borough di Matanuska-Susitna vi sono 3 comuni (city) e 26 census-designated place.

### Comuni
- Houston
- Palmer
- Wasilla

### Census-designated place
| - Big Lake - Buffalo Soapstone - Butte - Chase - Chickaloon - Dinglishna Hill - unincorporated community - Farm Loop - Fishhook - Gateway - Glacier View - Knik River - Knik-Fairview - Lake Louise | - Lakes - Lazy Mountain - Meadow Lakes - Petersville - Point MacKenzie - Skwentna - Susitna - Sutton-Alpine - Talkeetna - Tanaina - Trapper Creek - Willow - Y |